# 43rd (Metro de Chicago)
43rd es una estación en la línea Verde del Metro de Chicago. La estación se encuentra localizada en 314 East 43rd Street en Chicago, Illinois. La estación 43rd fue inaugurada el 15 de agosto de 1892.  La Autoridad de Tránsito de Chicago es la encargada por el mantenimiento y administración de la estación. La estación fue remodelada en 1976, 1990 y más recientemente el 12 de mayo de 1996.

## Descripción
La estación 43rd cuenta con 2 plataformas laterales y 2 vías.

## Conexiones
La estación es abastecida por las siguientes conexiones: 
- Rutas del CTA Buses: #43 43rd